# パレルモスケール
パレルモスケール（Palermo Technical Impact Hazard Scale）は、天文学者が地球近傍天体（NEO）の衝突の危険性を示すために作られた対数スケール。評価0は、同じようなサイズのNEOと衝突するおそれと同等であることを意味する。評価が-2以上0未満の場合は、注意深く監視する必要がある状況を表す。類似のスケールで、より複雑ではないものにトリノスケールがある。それはメディアでより簡単に説明するために使用されている。

## 計算
パレルモスケールをPとすると、このような式が作れる。
{\displaystyle P\equiv \log _{10}{\frac {p_{i}}{f_{B}T}}}
このとき、
pi は影響確率
Tはpiが考慮される時間
であり、fBは以下の式であらわされる。
{\displaystyle f_{B}={\frac {3}{100}}E^{-{\frac {4}{5}}}{\text{ yr}}^{-1}\;}